# 超声波焊接
超聲波焊接也就是利用超音波进行焊接的技术。在超聲波焊接中，从电源接入的50赫兹或60赫兹的交流電先被转换为高頻率信號。当焊接塑料时，工件相接触的地方在震动作用下摩擦生熱，塑料由于传热慢而被积累的热量融化。焊接金属时还需要施加压力，但并不会产生热量。好處是被焊接的產品外壳没有螺丝钉孔，但如果要维修就要再拆开，导致外壳必然留下痕迹，很难无损拆开，就算再重新用超聲波焊接焊上也能看出来。

### 歷史
硬質塑膠超音波焊接的實際應用於20世紀60年代完成。此時只能焊接硬塑膠。1965 年，用於焊接剛性熱塑性零件的超音波方法的專利被授予 Robert Soloff 和 Seymour Linsley 。焊接到使用超音波探頭的袋子和管子。他無意中將探針移近塑膠膠帶分配器，並觀察到分配器的兩半焊接在一起。他意識到探頭不需要在零件周圍手動移動，但超音波能量可以穿過硬塑膠並在其周圍傳播並焊接整個接頭。他繼續開發了第一台超音波壓力機。這項新技術的首次應用是在玩具業。

## 應用
- 用於熔接兩個一樣材質或不一樣材質的塑膠件。
- 將金屬部件固定於塑膠上。
- 將機械母螺絲（screw insert）熔接埋植於塑膠柱中。
- 用來切除多餘的塑膠結構。

## 安全
超音波焊接的危險包括暴露在高溫和高壓下。應按照製造商提供的安全指南操作該設備，以避免受傷。例如，當機器啟動時，操作員不得將手或手臂靠近焊嘴。.此外，操作人員應配備聽力保護裝置及安全眼鏡。應告知操作員有關超音波焊接設備的政府機構法規，並應執行這些法規。
超音波焊接機需要日常維護和檢查。維護時可能需要拆除面板門、外殼蓋和防護罩。應在設備電源關閉時執行此操作，並且只能由經過訓練的專業人員維修機器。
由於超音波焊接頻率，機器附近的較大零件可能會產生次諧波振動，從而產生煩人的可聽噪音。這種噪音可以透過在一個或多個位置夾緊這些大型零件來減弱。此外，頻率為 15 赫茲 和 20 赫茲 的高功率焊接機通常會發出人類聽覺範圍內具有潛在破壞性的高音尖叫聲。可以使用隔音罩來屏蔽這種輻射聲音。

## 進一步閱讀
- Tres, Paul A., "Designing Plastic Parts for Assembly", 6th ed., 2006, ISBN 978-1-5699-0401-5
- Crawford, Lance, "Port Sealing: An Effective Heat Sealing Solution". 的存檔，存档日期2018-05-15. Plastic Decorating Magazine. January/February 2013 Edition. ISSN 1536-9870. (Topeka, KS: Peterson Publications, Inc.). Section: Assembly: pages 36–39, covers Crawford's article.

## 外部連結
- （英文） Ultrasonic Welding Equipment